# Tadeusz Kawczyński

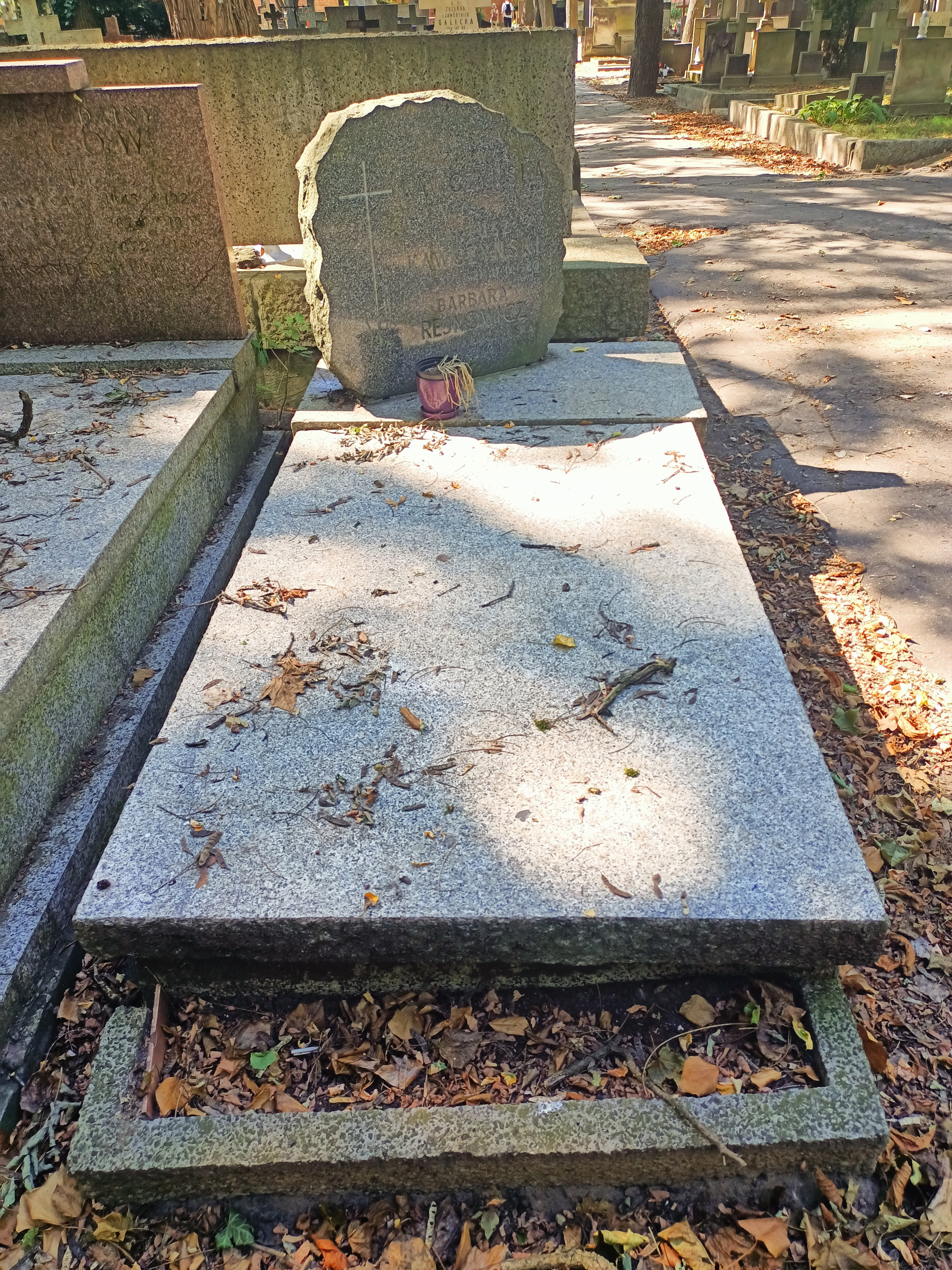
Grób Tadeusza Kawczyńskiego

Tadeusz Kawczyński (ur. 18 stycznia 1897 w Kutnie, zm. 17 kwietnia 1980 w Warszawie) – kapitan artylerii Wojska Polskiego, kawaler Orderu Virtuti Militari.

## Życiorys
Urodził się 18 stycznia 1897 w Kutnie, ówczesnym mieście powiatowym guberni warszawskiej, w rodzinie Ludwika, kowala.
Od 27 października 1918 do 14 czerwca 1919 był uczniem klasy „G” Szkoły Podchorążych w Warszawie. 15 lipca 1919 został mianowany z dniem 15 czerwca tego roku podporucznikiem w artylerii i przydzielony do Generalnego Inspektoratu Artylerii.
Od marca 1923 do lutego 1924 był słuchaczem Szkoły Młodszych Oficerów Artylerii w Toruniu. Po ukończeniu kursu został przeniesiony do 8 pułku artylerii ciężkiej na stanowisko dowódcy baterii. W maju 1926 został przesunięty na stanowisko oficera żywnościowego, a we wrześniu 1929 ponownie objął dowództwo baterii. W marcu 1931 został przesunięty na stanowisko zastępcy oficera mobilizacyjnego, a później wyznaczony na stanowisko oficera mob. pułku. 27 czerwca 1935 prezydent RP nadał mu stopień kapitana z dniem 1 stycznia 1935 i 5. lokatą w korpusie oficerów artylerii. W lutym 1936 został skierowany na kurs dowódców baterii, a w sierpniu tego roku, po ukończeniu kursu, znów wyznaczony na stanowisko dowódcy baterii. We wrześniu 1937 został adiutantem pułku.
W marcu 1939 został przeniesiony do Departamentu Artylerii Ministerstwa Spraw Wojskowych w Warszawie na stanowisko referenta. 18 września 1939 przekroczył granicę polsko-rumuńską. Do 20 października tego roku był internowany na terytorium Królestwa Rumunii. Następnie przedostał się do Francji i 10 listopada 1939 został przyjęty do Wojska Polskiego. Służył w 1 (201) pułku artylerii ciężkiej. W kampanii francuskiej dowodził 2. baterią pułku. 21 czerwca 1940 dostał się do niewoli niemieckiej. Do 10 maja 1945 przebywał w Oflagu XII A Hadamar. Po uwolnieniu z niewoli wyjechał do Włoch, gdzie został przyjęty do 2 Korpusu Polskiego i 23 sierpnia 1945 przydzielony do Centrum Wyszkolenia Armii na stanowisko dowódcy kompanii administracyjnej. Od 9 grudnia 1946 przebywał w obozie repatriacyjnym na terytorium Anglii. 10 lutego 1947 wrócił do Polski.
Zmarł 17 kwietnia 1980 w Warszawie i został pochowany na cmentarzu Powązkowskim (kwatera 313, rząd 5, grób 1).
Był żonaty z Marią z Świtkiewiczów (zm. 1970), z którą miał dwie córki: Barbarę (ok. 1924–1999) po mężu Rejnowicz i Jadwigę (ur. ok. 1930).

## Ordery i odznaczenia
- Krzyż Srebrny Orderu Wojennego Virtuti Militari[1] nr 8906
- Medal Niepodległości – 2 sierpnia 1931 „za pracę w dziele odzyskania niepodległości”[10][11]
- Srebrny Krzyż Zasługi[1]
- francuski Krzyż Wojenny[1]